# Illinois Jacquet
Illinois Jacquet (31 oktober 1922 – 22 juli 2004) was een Amerikaanse jazz-tenorsaxofonist en bigband-leider.
Hij was een vertolker van de bebop, swing en jump blues.
- Bibsys: 90313537
- Biblioteca Nacional de España: XX873636
- Bibliothèque nationale de France: cb13895542b (data)
- CiNii: DA16679415
- Gemeinsame Normdatei: 118989375
- International Standard Name Identifier: 0000 0000 5948 7571
- Library of Congress Control Number: n83021444
- MusicBrainz: 15ab8bb8-7348-4377-ab73-b7acdad1459c
- Nationale Bibliotheek van Tsjechië: xx0200219
- Nationale Bibliotheek van Israël: 987007434248805171
- Nederlandse Thesaurus van Auteursnamen: 098151460
- Réseau des bibliothèques de Suisse occidentale: 02-A003417031
- Istituto Centrale per il Catalogo Unico: LO1V266970
- SNAC: w6j23m4v
- Système universitaire de documentation: 161706495
- Virtual International Authority File: 37102134
- WorldCat: E39PBJrKQWHwJr9CWJC6tTmTpP